# Anisothecium staphylinum
Anisothecium staphylinum är en bladmossart som beskrevs av Sipman, Rubers och Bo Riemann 1972. Anisothecium staphylinum ingår i släktet Anisothecium och familjen Dicranaceae. Inga underarter finns listade i Catalogue of Life.